# 重力による時間の遅れ
重力による時間の遅れ（じゅうりょくによるじかんのおくれ、英語:Gravitational time dilation）とは時間の遅れの一種で、重力質量からそれぞれ異なる距離にある観測者らにより観測された二つの事象間での、実際の経過時間の違いである。重力ポテンシャルが低ければ低いほど（時計が重力源に近ければ近いほど）時間の経過は遅くなり、重力ポテンシャルが高くなればなるほど（時計が重力源から遠ざかれば遠ざかるほど）時間経過は速くなる。アルベルト・アインシュタインが最初にこの効果を相対性理論に基いて予言し、その後一般相対性理論の検証において確かめられた。
これはそれぞれ異なる高度（すなわち異なる重力ポテンシャル）にある原子時計が、しばらくするとそれぞれ異なる時間を指すことによって立証されている。このような実験を地球上で行う限りにおいてはその効果は僅かなもので、ナノ秒単位での差にとどまる。しかし数十億年という地球の年齢を引き合いにするなら、地球の核は地表より2.5年若い、ということができる。より大きな効果を示すには、地球から大きく離れるか、より強い重力源を必要とする。
重力による時間の遅れは対象物の加速する環境で特殊相対性理論の結果として1907年にアルベルト・アインシュタインにより初めて記述された。一般相対性理論では時空の計量テンソルにより表されるように異なる位置の固有時の経過の中での違いであると考えられている。重力による時間の遅れが存在することは1959年にポンド・レブカ実験により初めて直接確認され、後に重力プローブAなどの実験で正確なものとなった。
重力による時間の遅れは重力赤方偏移に密接に関わっている。（一定の周波数の光を放つ）近い方の物体は引きつけられる物体に向かい、多くは時間は重力による時間の遅れにより遅くなり、（更に「赤方偏移した」）低い周波数は定位置の観測者から観測されるように放たれる光の周波数のように見える。

## 定義
巨大な物体から遠く離れた（または高い重力ポテンシャルにある）時計は早く進み、巨大な物体に近い（または低い重力ポテンシャルにある）時計は遅く進む。例えば地球の全期間（46億年）を考慮に入れると、恐らくエベレスト山頂（プロミネンス8848m）のように海抜9000メートルの高さで地球静止軌道上にある位置に置かれた時計は海面上の時計より約39時間進む。このことはgravitational time dilationが巨大な重力場で加速する基準系により（または等価原理により）証明される理由である。
一般相対性理論によると慣性質量と引力質量は同じで、（特有の時間の遅れがある定速で回転する基準系のような）加速を受ける基準系全てが物理法則においては、同じ強度の重力場と等価である。
真っ直ぐな「垂直」線に沿った観測者の一群を考えてみよう。それぞれがこの線に沿って（例えば長く加速する宇宙船や摩天楼、惑星上の縦坑）向けられる明確な一定のg力を経験する。{\displaystyle g(h)}に前述の線に沿った同位物である「高さ」に対するg力を依存させてみよう。{\displaystyle h=0}の基礎となる観測者に関する方程式は{\displaystyle T_{d}(h)}が離れた位置{\displaystyle h}の全体的な時間の遅れであり{\displaystyle g(h)}が「高さ」{\displaystyle h}に対するg力の依存であり{\displaystyle c}は光速であり{\displaystyle \exp }がeによる冪乗を示す
{\displaystyle T_{d}(h)=\exp \left[{\frac {1}{c^{2}}}\int _{0}^{h}g(h')dh'\right]}
である。
分かり易くするために平坦な時空間のリンドラーの観測者の一群では依存関係は不変の{\displaystyle H}のある
{\displaystyle g(h)=c^{2}/(H+h)}
であり、
{\displaystyle T_{d}(h)=e^{\ln(H+h)-\ln H}={\tfrac {H+h}{H}}}
を与える。
一方で{\displaystyle g}がほぼ一定で{\displaystyle gh}が{\displaystyle c^{2}}より小さい場合一次元の「弱い場」の近似式は{\displaystyle T_{d}=1+gh/c^{2}}が使える。
平坦な時空間における回転する参照枠に対する同じ公式の適用はエーレンフェストパラドックスを参照してください。

## 回転しない領域の外側
重力作用の時間の遅れを測定するのに使われる共通の方程式はシュワルツシルト解から引き出され、回転しない巨大な円対称の軌道を表している。方程式は
- {\displaystyle t_{0}}が巨大な領域（例えば重力場内の深み）に接近する観測者にとっての二つの事象の間の特有の時間である。
- {\displaystyle t_{f}}は巨大な軌道からの任意の長距離の観測者にとっての事象の間の同等の時間である（これは遙かに離れた観測者が近接した時計がこの速度で時を刻む一方で巨大な領域からの無限の距離の時計が秒ごとに時を刻む同等の体制であるシュワルツシルト時空（英語版）を使っていることを仮定している）。
- {\displaystyle G}は万有引力定数である。
- {\displaystyle M}は重力場を作る軌道の質量である。
- {\displaystyle r}は重力場内の観測者の半径座標である（この座標は軌道の中心からの古典的な距離に類似しているが、実際はシュワルツシルト座標であり、この形式の方程式は{\displaystyle r>r_{s}}にとっての本当の解決策がある。）。
- {\displaystyle c}は光速である。
- {\displaystyle r_{s}=2GM/c^{2}}は{\displaystyle M}のシュワルツシルト半径である。
- {\displaystyle v_{e}={\sqrt {\frac {2GM}{r}}}}は脱出速度である。
- {\displaystyle \beta _{e}=v_{e}/c}は光速の比として説明される脱出速度である。

{\displaystyle t_{0}=t_{f}{\sqrt {1-{\frac {2GM}{rc^{2}}}}}=t_{f}{\sqrt {1-{\frac {r_{s}}{r}}}}=t_{f}{\sqrt {1-{\frac {v_{e}^{2}}{c^{2}}}}}=t_{f}{\sqrt {1-\beta _{e}^{2}}}<t_{f}}
である。
例として、自転の影響を考慮しない場合、地球の重力井に近接することにより、地球表面の時計は距離のある観測者の時計より1年で0.0219秒ほど遅れる。対して太陽表面の時計は1年で約66.4秒遅れる。

## 回転軌道
シュワルツシルト解では軌道半径が{\displaystyle {\tfrac {3}{2}}r_{s}}（光子球の半径）より大きければ自由落下する軌道は回転軌道にあるかも知れない。静止する時計の公式は上記の通りであり、下記の公式は回転軌道の時計のための一般相対性理論の時間の遅れを示している。
{\displaystyle t_{0}=t_{f}{\sqrt {1-{\frac {3}{2}}\!\cdot \!{\frac {r_{s}}{r}}}}\,.}
両方の遅れは下記の図表に示している。

## 重力による時間の遅れの重要な特徴
- 一般相対性理論によると重力による時間の遅れは加速度系（英語版）の存在を伴う共存である。加えて同様の環境における物理事象は全て一般相対性理論で使われる等価原理によると等しく時間の遅れを経験する。
- ある場面の光速はそこにいる観測者によると常にcに等しい。それは全ての時空の微少な区域が自身の適切な時間を割り当てられる可能性がありその区域の適切な時間によると光速は常にcであるということである。これは与えられた区域が観測者に占有されているかいないかの事例である。遅延は地球から放たれる光子や太陽近傍の湾曲、金星への旅行、同様の航路に沿った地球への帰還として計測される可能性がある。太陽周辺の有限の距離を移動する光を観測する速度がcとは違うことになる一方で、その区域の光子の速度を観測する観測者がcであるこの光子の速度を見出すことになるので、ここでは光速の安定が侵害されることはない。
- 観測者が遠隔操作（遠隔操作を区切る離れた場面）で光を探知できれば、最初の観測者が遠方の光と遠方の拡張する観測者の両方が最初の観測者が本当に（自身の場所で）観測できる他のあらゆる光のようにcの最初の観測者に来る他の光より遅い時計を持っている時間は巨大な物体に近い方の観測者を大きくする。他の遠方の光が結局最初の観測者を拡張するなら、それも最初の観測者によりcとして計測されることになる。
- 重力による井戸における重力による時間の遅れ{\displaystyle T}はこの重力による井戸を抜け出すのに必要な速度のための時間の遅れに等しい（測定法は{\displaystyle g=(dt/T(x))^{2}-g_{space}}の形式のものを与えられる。例えば一定の時間であり、{\displaystyle dxdt}の期間に「動き」はない。）。これを示すために無限大の井戸に自由落下する物体にネーターの定理を応用できる。その際測定法上の時空の一致は量{\displaystyle g(v,dt)=v^{0}/T^{2}}の保存を暗示していて、そこでは{\displaystyle v^{0}}は物体の4元速度（英語版）の構成要素をなす時空である。無限大{\displaystyle g(v,dt)=1}において、つまり{\displaystyle v^{0}=T^{2}}またはそこでの時間の遅れに適合する座標{\displaystyle v_{loc}^{0}=T}においてそれは獲得した速度による時間の遅れが（落下する物体の位置で計測されるように）物体が落下する井戸の重力による時間の遅れに等しい。この議論を更に一般化しながら、（計測法における同じ仮定に基づいて）二地点間の関連する重力による時間の遅れが低いところから高いところに上るのに必要な時間の遅れに等しい。

## 実験に基づく確認

人工衛星の時計は軌道上の速度により遅れるが、地球の重力井からの距離により加速する。

重力による時間の遅れはハフェル・キーティング実験のように実験に基づいて飛行機内の原子時計で計測してきた。機内の時計は地上の時計より僅かに早かった。グローバル・ポジショニング・システムの人工衛星が正確な時計を必要とする結果は十分重要である。
加えて1メートルより小さい高さの違いによる時間の遅れは実験に基づき実験室で証明されている。
重力赤方偏移における重力による時間の遅れもパウンド・レブカ実験や白色矮星シリウスBの観測により確認されている。
重力による時間の遅れは火星探査機バイキング1号とやりとりした時間信号による実験で証明されている。

## 参照
1. ↑  Einstein, A. (February 2004). Relativity : the Special and General Theory by Albert Einstein. Project Gutenberg
2. ↑  Uggerhøj, U I; Mikkelsen, R E; Faye, J (2016). “The young centre of the Earth”. European Journal of Physics 37 (3):  035602. arXiv:1604.05507. Bibcode: 2016EJPh...37c5602U. doi:10.1088/0143-0807/37/3/035602.
3. ↑  A. Einstein, "Über das Relativitätsprinzip und die aus demselben gezogenen Folgerungen", Jahrbuch der Radioaktivität und Elektronik 4, 411–462 (1907); English translation, in "On the relativity principle and the conclusions drawn from it", in "The Collected Papers", v.2, 433–484 (1989); also in H M Schwartz, "Einstein's comprehensive 1907 essay on relativity, part I", American Journal of Physics vol.45,no.6 (1977) pp.512–517; Part II in American Journal of Physics vol.45 no.9 (1977), pp.811–817; Part III in American Journal of Physics vol.45 no.10 (1977), pp.899–902, see parts I, II and III.
4. ↑  Cheng, T.P. (2010). Relativity, Gravitation and Cosmology: A Basic Introduction. Oxford Master Series in Physics. OUP Oxford. p. 72. ISBN 978-0-19-957363-9 2022年11月7日閲覧。
5. ↑  Hassani, Sadri (2011). From Atoms to Galaxies: A Conceptual Physics Approach to Scientific Awareness. CRC Press. p. 433. ISBN 978-1-4398-0850-4 Extract of page 433
6. ↑  Topper, David (2012). How Einstein Created Relativity out of Physics and Astronomy (illustrated ed.). Springer Science & Business Media. p. 118. ISBN 978-1-4614-4781-8 Extract of page 118
7. ↑  John A. Auping, Proceedings of the International Conference on Two Cosmological Models, Plaza y Valdes, ISBN 9786074025309
8. ↑  Johan F Prins, On Einstein's Non-Simultaneity, Length-Contraction and Time-Dilation
9. ↑  Kogut, John B. (2012). Introduction to Relativity: For Physicists and Astronomers (illustrated ed.). Academic Press. p. 112. ISBN 978-0-08-092408-3
10. ↑  Bennett, Jeffrey (2014). What Is Relativity?: An Intuitive Introduction to Einstein's Ideas, and Why They Matter (illustrated ed.). Columbia University Press. p. 120. ISBN 978-0-231-53703-2 Extract of page 120
11. ↑  Keeton, Keeton (2014). Principles of Astrophysics: Using Gravity and Stellar Physics to Explore the Cosmos (illustrated ed.). Springer. p. 208. ISBN 978-1-4614-9236-8 Extract of page 208
12. ↑  Taylor, Edwin F.; Wheeler, John Archibald (2000). Exploring Black Holes. Addison Wesley Longman. p. 8-22. ISBN 978-0-201-38423-9
13. ↑  Richard Wolfson (2003). Simply Einstein. W W Norton & Co.. p. 216. ISBN 978-0-393-05154-4
14. ↑  C. W. Chou, D. B. Hume, T. Rosenband, D. J. Wineland (24 September 2010), "Optical clocks and relativity", Science, 329(5999): 1630–1633;
15. ↑  Shapiro, I. I.; Reasenberg, R. D. (30 September 1977). “The Viking Relativity Experiment”. Journal of Geophysical Research (AGU) 82 (28):  4329-4334. Bibcode: 1977JGR....82.4329S. doi:10.1029/JS082i028p04329 2021年2月6日閲覧。.
16. ↑  Thornton, Stephen T.; Rex, Andrew (2006). Modern Physics for Scientists and Engineers (3rd, illustrated ed.). Thomson, Brooks/Cole. p. 552. ISBN 978-0-534-41781-9